# Onthophagus tagal
Onthophagus tagal är en skalbaggsart som beskrevs av Antoine Boucomont 1924. Onthophagus tagal ingår i släktet Onthophagus och familjen bladhorningar. Inga underarter finns listade i Catalogue of Life.